# イザベル・ド・フュネス
イザベル・ド・フュネス(イザベル・デ・フュネスとも、フランス語：Isabelle de Funès、出生名：Isabelle Christine Inès Léonore Girard)は、1944年生まれのモデル、歌手、女優。写真家としても活動する。

## 略歴
1944年7月27日、パリに生まれる。マリア・ド・フュネス（1907年生まれ、1993年没）と、映画監督のFrançois Gir（1920年生まれ、2003年没）の間で育てられた。フランスを代表する喜劇役者であるルイ・ド・フュネスの姪にあたる。
ヴォーグ誌のモデルを経験したあと、1968年にフランスのパテレーベルから歌手としてデビュー。ヴェロニク・サンソンやミシェル・ベルジェらが楽曲を提供した
。1970年代からは女優へ転向し、伊仏合作映画「バーバ・ヤーガ」では主役級の役を演じた。
1970年に、俳優のミシェル・デュショソワと結婚するが、翌年に離婚している。1972年12月13日に、長女のリサを出産した。
1980年代に入ると芸能界から離れ、コロンビアへ移住。そこで写真家としての活動を開始した。

## フィルモグラフィ

### 映画
- 1970年 : Ces messieurs de la gâchette : Nicole Pelletier
- 1971年 : Raphaël ou le Débauché : Émilie
- 1973年 : Baba Yaga : Valentina Rosselli

### テレビ
- 1970年 : Musique s'il vous plaît : Une chanteuse
- 1971年 : Les dessous des cartes d'une partie de whist : Herminie
- 1972年 : Les dossiers de Me Robineau: Les disparus de Senlis : Sylvie Langlois
- 1972年 :  Pont dormant : Stéphanie Vidal
- 1975年 : Esprits de famille : Marianne Morin
- 1978年 : Le Coup monté : Carole

## ディスコグラフィ
- La journée d'Isabelle (Odeon - EMI, réf. MEO 168)
- Quand Michel chante (Odeon- EMI, réf. C 016-10 057)
- Ne me parlez plus de l'amour (Odeon - EMI, réf. C 006-10 324)
- Port Grimaud (Pathé, réf. 2C006-10768)
- Le vieux saule (Pathé, réf. 2C006-11040)
- Comme Madame Bovary (Flamophone/Barclay, réf. 620.204).